# Toshiaki Haji
Toshiaki Haji (japanisch 羽地 登志晃 Haji Toshiaki; * 28. August 1978 in der Präfektur Osaka) ist ein ehemaliger japanischer Fußballspieler.

## Karriere
Haji erlernte das Fußballspielen in der Schulmannschaft der Senboku High School und der Universitätsmannschaft der Tenri-Universität. Seinen ersten Vertrag unterschrieb er 2000 bei den Cerezo Osaka. Der Verein spielte in der höchsten Liga des Landes, der J1 League. Am Ende der Saison 2001 stieg der Verein in die J2 League ab. Im September 2002 wechselte er zum Drittligisten Sagawa Express Osaka. 2003 wechselte er zum Zweitligisten Montedio Yamagata. Für den Verein absolvierte er 28 Spiele. 2004 wechselte er zum Erstligisten JEF United Ichihara. Im September 2004 wechselte er zum Ligakonkurrenten Kashiwa Reysol. 2005 wechselte er zum Zweitligisten Tokushima Vortis. Für den Verein absolvierte er 112 Spiele. Im Juli 2007 wechselte er zum Erstligisten Ventforet Kofu. Am Ende der Saison 2007 stieg der Verein in die J2 League ab. Für den Verein absolvierte er 34 Spiele. 2009 kehrte er zu Tokushima Vortis zurück. Für den Verein absolvierte er 59 Spiele. Ende 2010 beendete er seine Karriere als Fußballspieler.

## Erfolge
Cerezo Osaka
- Kaiserpokal

Finalist: 2001